# Neuroleon sociorus
Neuroleon sociorus är en insektsart som beskrevs av Hölzel och Ohm 1983. Neuroleon sociorus ingår i släktet Neuroleon och familjen myrlejonsländor. Inga underarter finns listade i Catalogue of Life.